# Melitaea superalpina
Melitaea superalpina är en fjärilsart som beskrevs av Ruggero Verity 1929. Melitaea superalpina ingår i släktet Melitaea och familjen praktfjärilar. Inga underarter finns listade i Catalogue of Life.